# Louis Moinet
Louis Moinet, nascido em Bourges em 1768 e morreu em Paris 21 maio de 1853 é o inventor do cronógrafo.
Louis Moinet nasceu em Bourges, em 1768. No colégio, faz a diferença pela sua grande facilidade e ganha todos os prémios dos concursos. Ainda aluno, já tem uma paixão, a relojoaria, e passa todo o seu tempo livre com um professor de relojoaria. Um pintor italiano serve-lhe igualmente de professor particular de desenho.

## A Arte
Com 20 anos de idade, Louis Moinet só sonha com a Itália, esta terra clássica das belas artes. Deixa a França para ir a Roma, cidade onde durante 5 anos viveu e estudou a arquitetura, a escultura e a pintura. Trava conhecimento com membros da Academia de França, que junta os maiores artistas da época.
De Roma, vai para Florença e inicia-se à gravura artística de pedras finas, num atelier oferecido pelo conde Manfredini, ministro do Grand-Duc da Toscana. Pintou igualmente vários quadros.
De regresso a Paris, é nomeado Professor da Academia das Belas Artes, no Louvre. Torna-se membro de várias sociedades sábias e artísticas e colabora com artistas eminentes, tais como o astrónomo Lalande, o bronzista Thomire e Robert-Houdin, o hábil construtor de autómatos considerado “o renovador da arte mágica”. 

## A Alta Relojoaria
Paralelamente, dedica-se ao estudo teórico e prático da relojoaria, esta arte de que já gosta apaixonadamente. Volta a contactar o seu antigo professor. Muito rapidamente, o aluno torna-se o mestre. 
Logo em 1800, a relojoaria reclama todo o seu tempo. Passa longas estadias na Suíça, das Montagnes du Jura até a Vallée de Joux, onde encontra ilustres relojoeiros, entre os quais Jacques-Frédéric Houriet, e adquire os seus instrumentos e ferramentas de relojoaria.
Louis Moinet é nomeado Presidente da Sociedade Cronométrica de Paris, que junta alguns dos maiores talentos da época e cujo objectivo é “o desenvolvimento e o incentivo da relojoaria, uma das mais belas ciências do espírito humano”. Nesse âmbito, mantém relações frequentes com os seus colegas: Louis Berthoud, Antide Janvier, Louis-Frédéric Perrelet, Joseph Winnerl ou ainda Vulliamy, relojoeiro do Rei de Londres.

## A obra de Louis Moinet

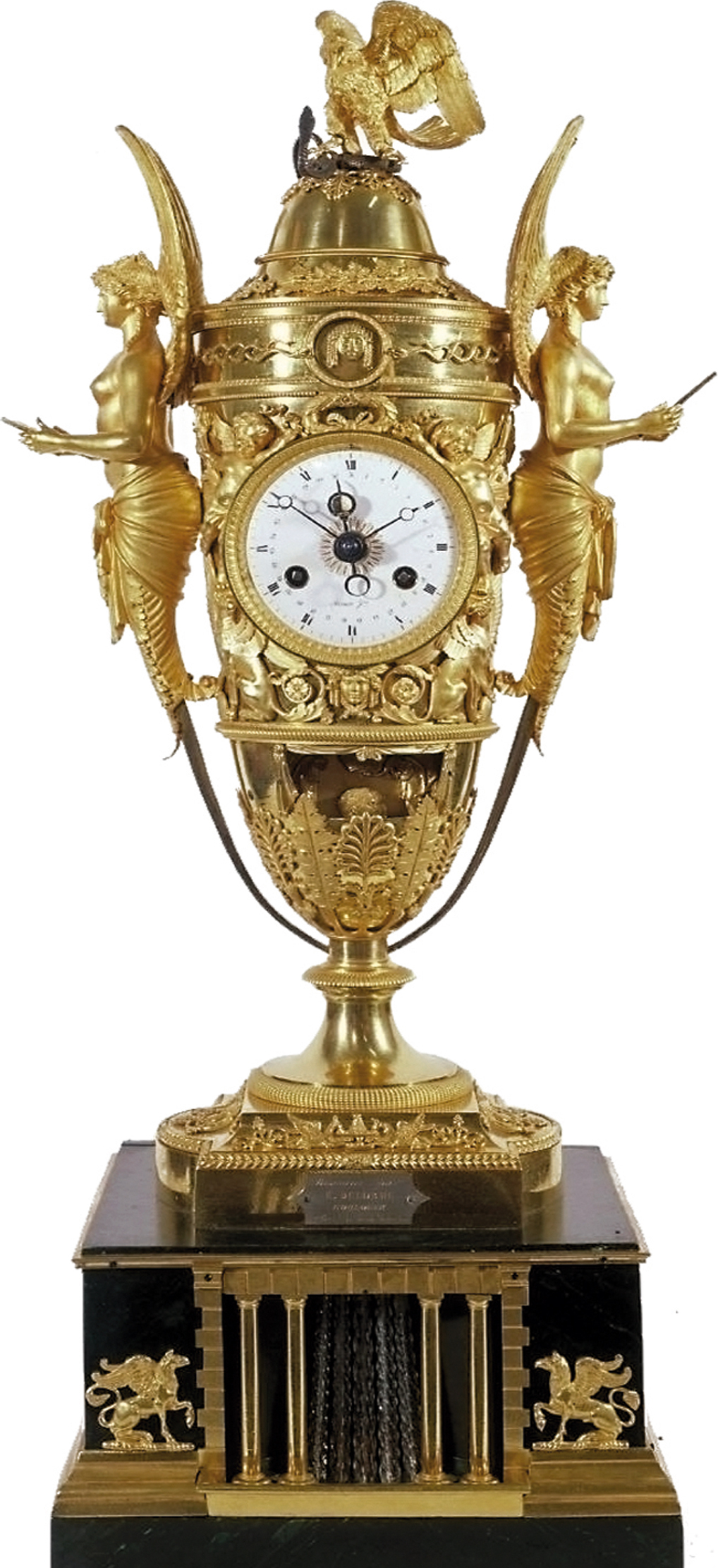
Relógio de Napoleão
realizado em 1806 por Louis Moinet.

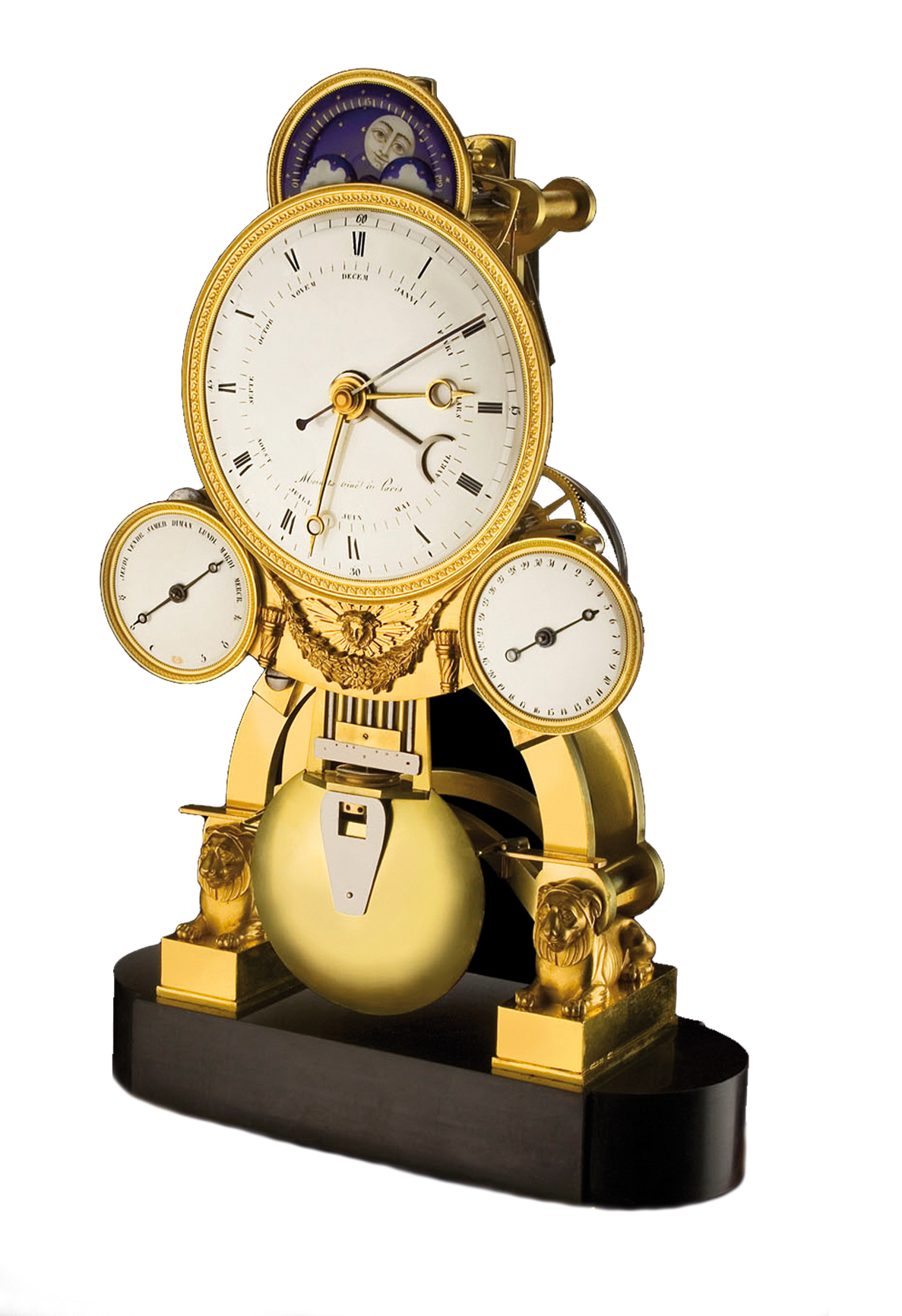
Relógio do Marechal Murat, Rei de Nápoles. Realizado em 1810 por Louis Moinet.

Louis Moinet colabora estreitamente com o grande Abraham-Louis Breguet, e isso durante muitos anos. É o seu amigo próximo, confidente e conselheiro íntimo. Ambos partilham a mesma paixão pela arte de relojoaria. 
Durante a sua vida, Louis Moinet criou extraordinários relógios de pêndulo para as personagens importantes do seu tempo: Napoleão Bonaparte; os Presidentes americanos Thomas Jefferson e James Monroe; o Rei da Inglaterra George IV; Ernest Augustus, Príncipe de Hanovre ; a Rainha Marie-Amélie de Bourbon-Siciles ; o Marechal Joachim Murat, Rei de Nápoles; o Marechal Ney bem como numerosas cabeças coroadas por toda a Europa.
Esses relógios, feitos em colaboração com o célebre bronzista Thomire, revelam extraordinárias histórias: primeiro a de Thomas Jefferson, signatário da Declaração de Independência e também Embaixador dos Estados Unidos em Paris. Os seus três critérios para a criação da sua obra de arte: beleza, durabilidade e utilidade. Podemos imaginar que apreciou imenso o seu relógio de pêndulo, pois acompanhou-o durante os seus dois mandatos na Casa Branca e até o fim da sua vida.
O de James Monroe faz parte dos objetos originais da Casa Branca. Foi comprado em Paris em 1817, bem como outros objetos decorativos, de forma a decorar a Casa Branca, que tinha sido incendiada pelos Ingleses em 1814 e depois reconstruída pelo arquiteto James Hoban. Uma grande parte desse mobiliário de origem perdeu-se ao passar do tempo, resta apenas um punhado dessas testemunhas do passado, entre as quais o famoso relógio de pêndulo “Minerva”, de Moinet e Thomire.
Quanto ao relógio de pêndulo de Napoleão, foi feito em 1806. Equipado de um movimento de oito dias, dá as horas, os minutos e a data. A sua grande originalidade vem de um excepcional mecanismo que indica a fase da lua no interior do ponteiro dos dias, e isso com ajuda de um minúsculo berlinde de marfim. Além disso, Napoleão e a Imperatriz Joséphine veem-se coroados assim que a caixa de música começa a funcionar. Para isso, um engenhoso automatismo vem colocar a coroa imperial nas suas cabeças.
Atualmente, essas obras-primas estão preservadas em Museus importantes, tal como o Louvre em Paris, no Château de Versailles, no Palazzo Pitti em Florença ou ainda no Monticello e na Casa Branca.

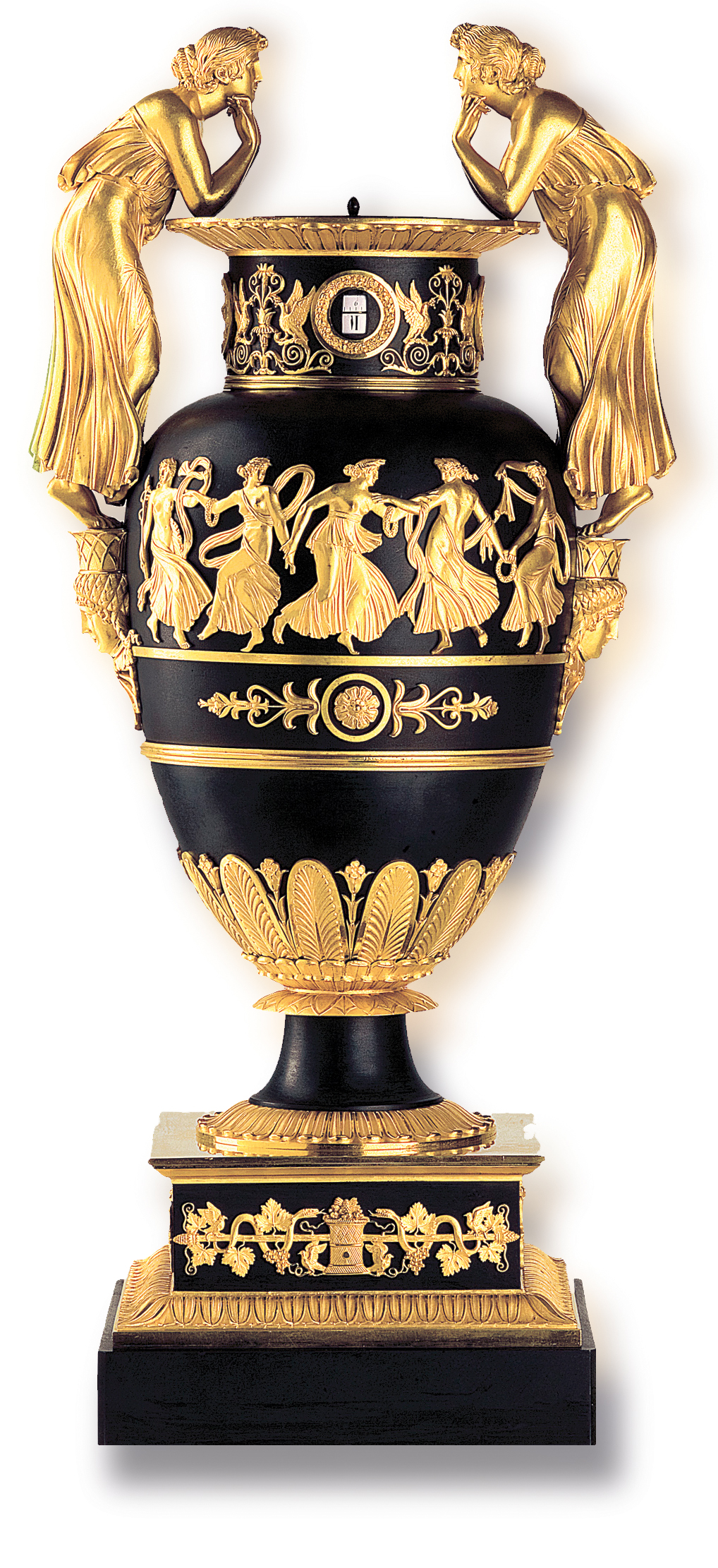
Relógio em forma de urna em bronze "de círculos giratórios" tendo pertencido a Ernst August, Príncipe de Hanôver.

## As invenções

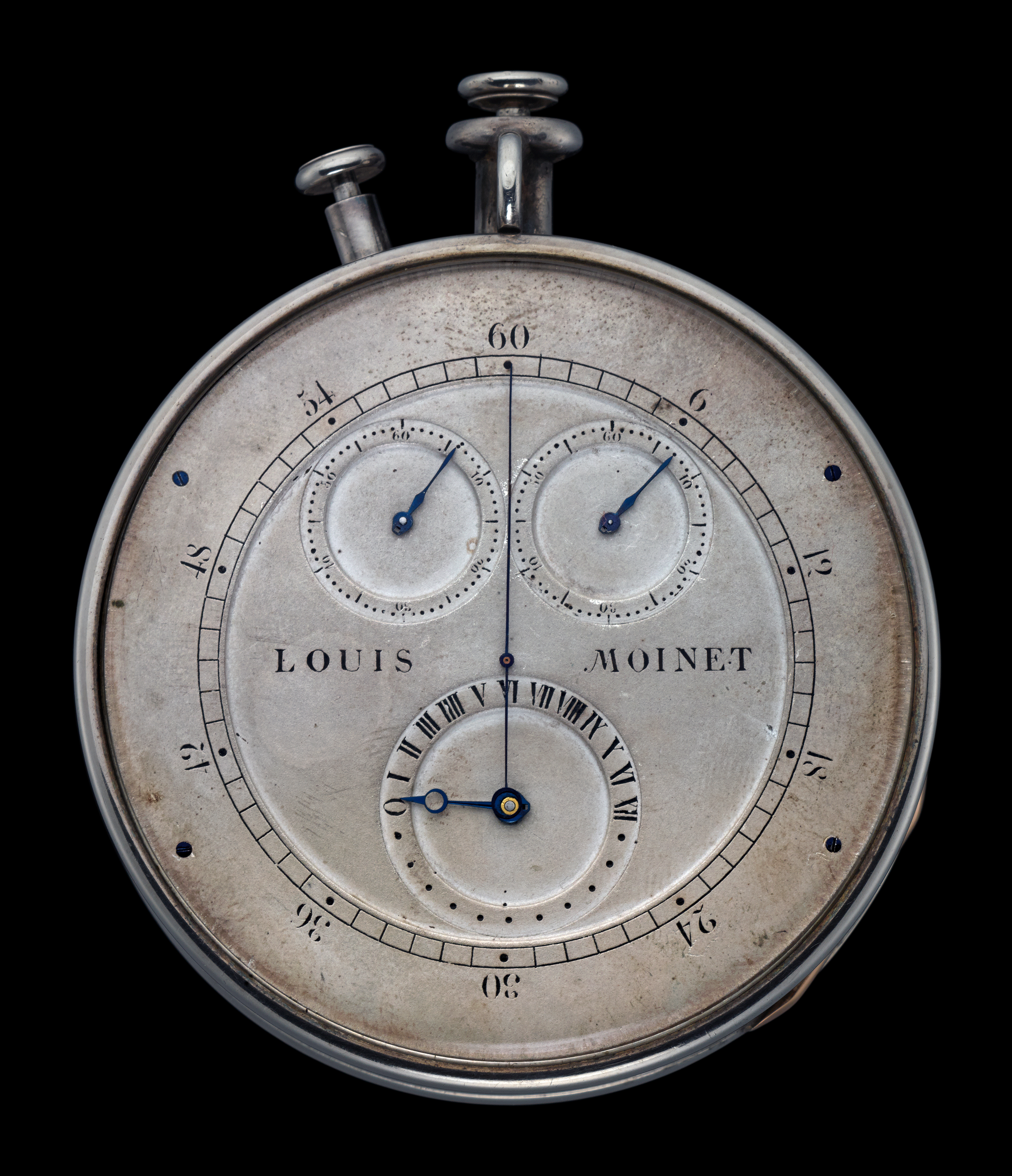
Imagem do primeiro cronógrafo jamais realizado, igualmente denominado «contador de terços» pelo seu autor, Louis Moinet. As punções identificadas no fundo da caixa permitem afirmar que foi iniciado em 1815 e terminado em 1816.

Como fabricante de instrumentos de precisão, Louis Moinet praticou a relojoaria marinha, astronómica e civil. Engenhoso, melhora a técnica e torna-se o autor de vários aperfeiçoamentos importantes. O mais importante, obviamente, é a execução, em 1816, do seu “contador de terceiros”, que faz de Louis Moinet o inventor do cronógrafo. Esta peça extraordinária, batizada “contador de terceiros” pois a palavra cronógrafo ainda não existia, mede os 60º de segundo, bate 216.000 vibrações por hora e está equipado de um dispositivo de retorno a zero. Ao criar um objeto com tal complexidade, Louis Moinet é considerado o pioneiro da alta frequência, com um avanço de 100 anos nos desenvolvimentos ulteriores nas mesmas áreas.
Os produtos de Louis Moinet estiveram expostos aquando de duas Exposições Universais. A primeira foi em 1851, em Londres. Fidel aos seus hábitos, Louis Moinet apresentou um cronómetro dando várias indicações inéditas, como o calendário anual e os dias da semana. Depois, em Paris, em 1900, onde o relógio de pêndulo de Napoleão ficou exposto aquando desta importante manifestação no pé da Torre Eiffel.
A obra de Louis Moinet conta igualmente com a criação de despertadores, de reguladores e de relógios astronómicos. Inventor de conceitos inéditos, elabora mecanismos surpreendentes. Trata-se, por exemplo, de diferentes calibres de relógios de bolso de uma distribuição especial (todo o conjunto das engrenagens é estabelecido com um pinhão de 12). Além disso, inventa uma mola de tambor dentado que melhora o funcionamento do relógio, a qual descreve poeticamente de cor “cereja vermelha, semi-madura” depois de ter ido ao forno. Elabora igualmente uma nova ponte do balanço, que facilita a dar corda. Fruto de incansáveis esforços, estabelece uma construção cujo objetivo é mover a viga da espiral para equilibrar o escape, sem ter de desmontar algo. Por fim, fende, arredonda e termina à mão os mecanismos dos seus relógios marinhos para garantir a exatidão segundo os princípios de cálculos que expõe no seu Tratado de Relojoaria. 
Amador de excelência com grande modéstia, a ambição de Louis Moinet é o avanço da sua Arte mais do que a vantagem comercial. É assim que partilha livremente as suas ideias engenhosas com os outros relojoeiros da época.

## O famoso Tratado da Relojoaria

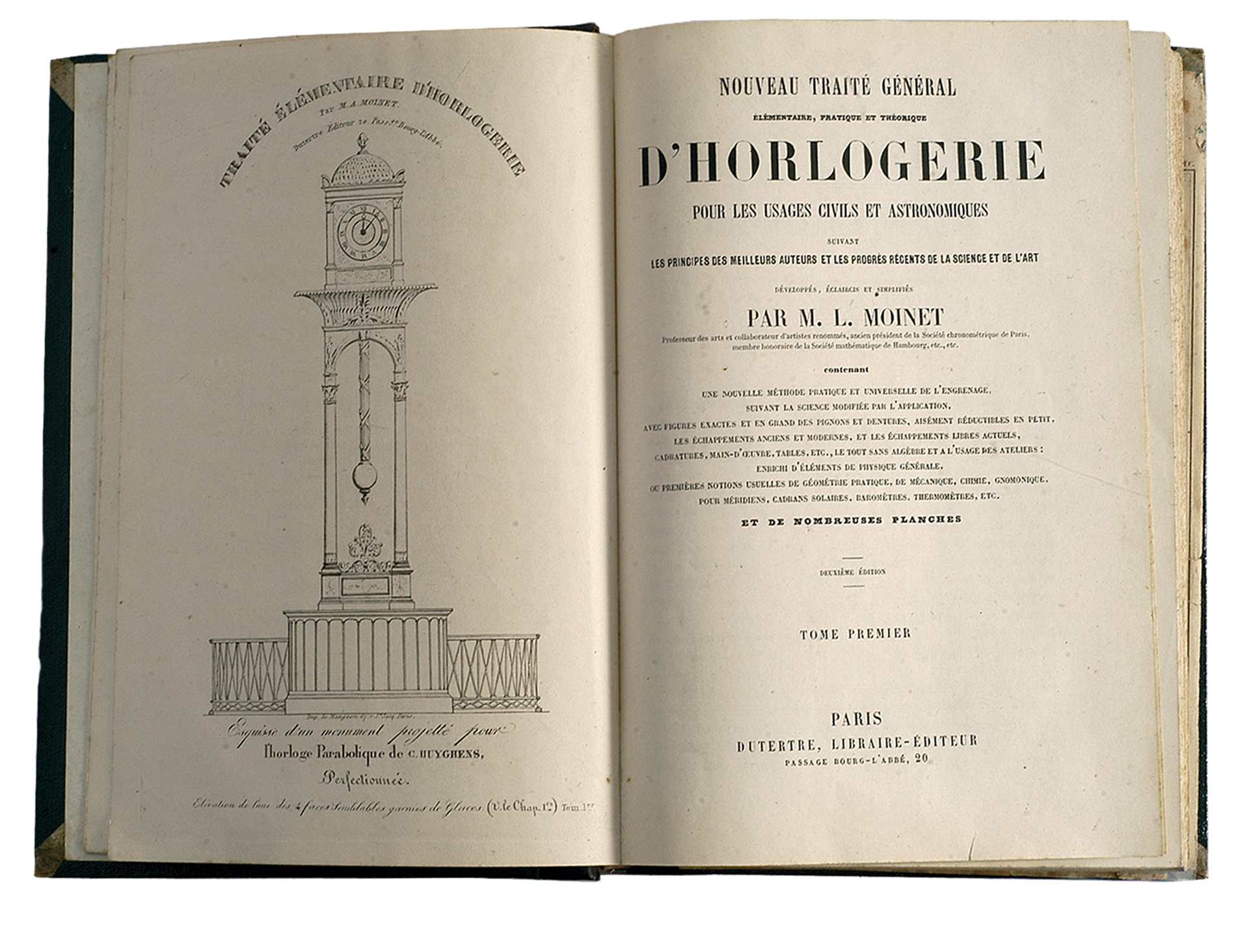
Primeiras páginas do Tratado de Relojoaria escrito por Louis Moinet.

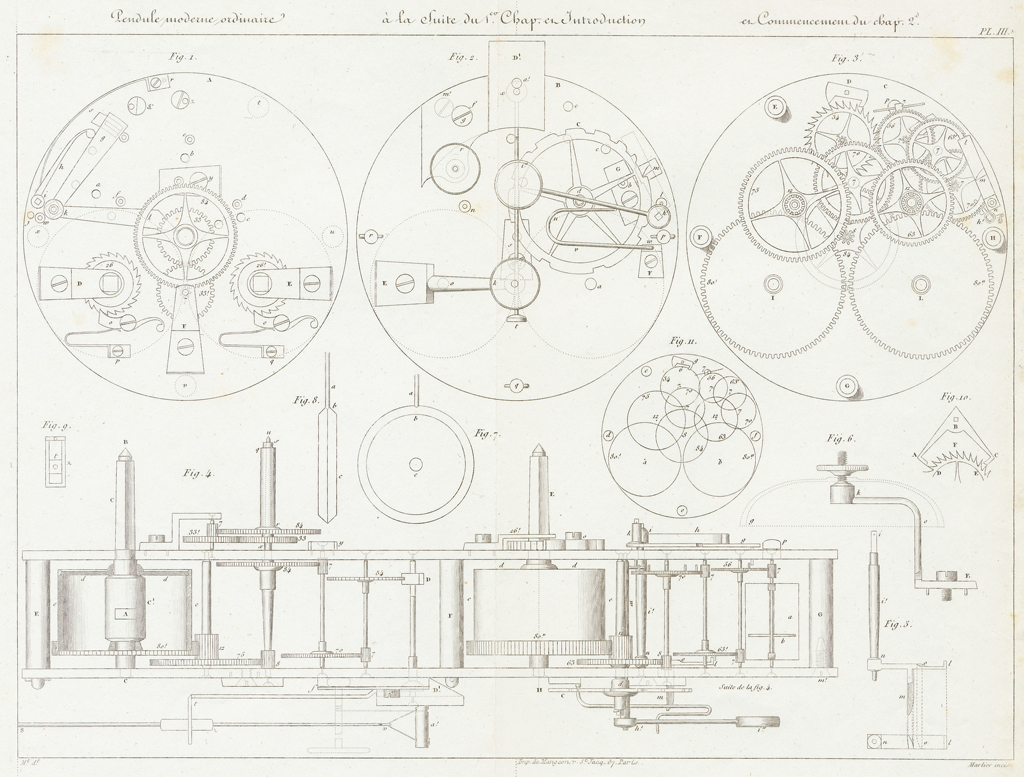
Tabela do tratado da Relojoaria
"Pêndulo moderno ordinário".

Louis Moinet é célebre especialmente pelo seu famoso Tratado de Relojoaria, publicado em 1848, que tem a fama de ser o mais belo livro sobre a relojoaria do seu século. Ele descreve as melhores técnicas relojoeiras e foi apreciado pelos maiores relojoeiros da época, tais como Frodsham, Perrelet, Saunier e Winnerl, assim como por muitos sábios e amadores, como a Sua Alteza Alexandre, Príncipe de Orange, fazendo todos eles parte dos numerosos subscritores. A difusão dessa obra reeditada por três vezes estendeu-se até a Rússia.
Louis Moinet dedicou vinte anos da sua vida à redação dessa obra de dois volumes, que continua muito procurada hoje em dia. Contém um método prático e universal da engrenagem seguindo a ciência modificada pela aplicação.
A obra de Louis Moinet consistiu em animar, em dar a vida à matéria. Foi reconhecido por seus contemporâneos como um homem generoso e muito inteligente e faleceu em Paris ao dia 21 de maio de 1853, aos 85 anos.